# كأس الاتحاد الإنجليزي 1922–23
كأس الاتحاد الإنجليزي 1922–23 (بالإنجليزية: 1922–23 FA Cup)‏ هو الموسم 48 من  كأس الاتحاد الإنجليزي. أقيم بتاريخ 9 سبتمبر 1922، والذي يشرف على تنظيمه الاتحاد الإنجليزي لكرة القدم، وكان عدد الأندية المشاركة فيه  64، وفاز فيه بولتون واندررز.